# Thelazia gulosa
Thelazia gulosa е вид паразитен червей от род Телазия.

## Морфология
Кутикулата е нежно напречнонабраздена и придава леко назъбен вид на тялото. Мъжките са с дължина 5,3 – 9,1 mm, а женските 5 – 16,2 mm. Мъжките откъм коремната си част имат 33 предклоакални и 3 чифта постклоакални папили. Женските имат къс остър придатък с две папили в основата на опашката, а вулвата е в предната част на тялото.

## Жизнен цикъл
Ларвите са с дължина 0,259 mm. Краен гостоприемник са як (Bos grunniens) и говедо (Bos taurus). Ларвите се поемат от междинни гостоприемници мухи от видовете Musca autumnalis в Европа и Северна Америка, Musca larvipara в Украйна, Musca vitripennis на Крим и Musca amica в Далечния изток. Видът паразитира предимно в слъзните канали на крайните гостоприемници.

## Разпространение
Thelazia gulosa е разпространен в Азия, Европа и Северна Америка. Видът се среща и в България.